# SCP-087
SCP-087 (The Ladder) es un videojuego indie de survival horror basado en un artículo en la base de datos de la organización ficticia SCP Foundation.

## Descripción
El juego comienza con el jugador, como un sujeto de prueba de clase D con un reflector, siendo enviado a investigar el objeto SCP 087', una escalera que se extiende aproximadamente 634 tramos o 1902 metros de profundidad. No hay puertas ni rastros de presencia humana en los tramos; La profundidad a la que ha descendido el jugador solo puede determinarse por los números en las paredes. A veces se pueden escuchar pasos extraños o respiración profunda que vienen desde abajo; Un leve golpeteo también se escucha periódicamente.
Después de unos pocos pisos (su número es aleatorio), aparece una sombra negra, creando el efecto de sorpresa, y un poco más tarde, otra. Luego, unos vuelos más abajo, el jugador se encuentra con SCP-087-1, que es una cara pálida con rasgos aparentemente medio borrados (también se puede ver una silueta oscura y de brazos largos cuando la pantalla se atenúa). Si no lo rodeas en la barandilla, a medida que se acerca, estirará las manos con dedos largos y el juego terminará.

## Objetos anómalos y enemigos
- SCP-087-1 es una silueta translúcida gris con una cara blanca sin boca, nariz o pupilas, manos enormes con dedos largos; El principal antagonista del juego. Curiosamente, el artículo original de la Fundación SCP sobre este objeto no menciona ninguna mano o silueta. Al encontrarse con SCP-087-1, SCP ciega al protagonista con sus largos dedos, terminando el juego.
- Las sombras negras son sombras simples y sin complicaciones. No se hace daño. Esperando al jugador en el aterrizaje; A veces corren cerca de las escaleras.
- Objetos anómalos y enemigos